# 村崎恭子
村崎 恭子（むらさき きょうこ、1937年 - ）は、アイヌ語の研究者。横浜国立大学名誉教授。専攻は言語学、樺太アイヌ語学。

## 来歴
村崎は元々は東京外国語大学でモンゴル語を専攻していた。その後に東京大学に学士入学した際、アイヌ語の辞典を編纂するプロジェクトが偶然にも進行中であった。その際に樺太アイヌ語の調査を当時の指導教官に勧められたことが、アイヌ語研究に携わる転機となった。
また、村崎は1963年9月に『民族学研究』27巻4号の誌上で、 1962年6月の時点で北海道での千島アイヌ語の話者が途絶え、事実上死語となったことを報告した。彼女は1962年の夏に北海道で調査を行ったが、結果として千島アイヌ語のインフォーマントは既に存在しなかった。

## 経歴
- 1937年 台北州生まれ[3]
- 1960年 東京外国語大学外国語学部モンゴル語学科卒業[4]、東京大学文学部言語学科学士入学
- 1962年 東京大学文学部言語学科卒業
- 1964年 東京大学大学院人文科学研究科修士課程修了
- 1967年 東京大学大学院人文科学研究科博士課程単位取得退学
  - 以後東京言語研究所研究員、東京外国語大学外国語学部附属日本語学校講師、北海道大学教授を経て横浜国立大学教授[5]
- 2002年 横浜国立大学定年退職

## 受賞・栄典
- 1977年： 第5回金田一京助博士記念賞を受賞（「カラフトアイヌ語」を中心とする一連のアイヌ語研究に対して）

## 著作
著作の一部はデジタル化されており、国立国会図書館デジタルコレクションなどで公開されている。
- 『一般言語学』（共著、みすず書房 1973年）
  - 『一般言語学 新装版』（共著、みすず書房、2019年）ISBN 978-4-622-08820-2
- 『カラフトアイヌ語』（国書刊行会、1976年） 国立国会図書館書誌ID:000001348572 doi:10.11501/11450163
- 『カラフトアイヌ語 -文法編-』（国書刊行会、1979年）
- 『アイヌ語基礎語彙集（東別方言と本別方言）』東京外国語大学 1983年
- 『樺太アイヌ語口承資料1』北海道大学言語文化部 1989年
- 『ユーカラ・おもろさうし』共著、新潮社 1992年 ISBN 4-10-620725-7 doi:10.11501/13495568
- 『樺太アイヌ語口承資料 (2)』横浜国立大学教育学部 1995年
- 『少数民族言語資料の記録と保存―樺太アイヌ語とニヴフ語―』大阪学院大学情報学部 2001年
- 『樺太アイヌ語入門会話:北海道アイヌ語との違いも解る』緑鯨社. 全国書誌番号:21655317

### 翻訳・アイヌ語校訂・採録
- 『お日さまお月さま : 韓国のむかしばなし』（チョン・インソプ著、ほるぷ出版、1983年） 国立国会図書館書誌ID:000001650562 doi:10.11501/13817152
- 『ギリヤークのむかしばなし』（中村チヨ口述、北海道出版企画センター、1992年) ISBN 4-8328-9206-1 doi:10.11501/13520474
- 『浅井タケ口述 樺太アイヌの昔話』草風館 2001年 ISBN 4-88323-118-6
- 『我が記憶をたどりて : ジョン・バチラー自叙伝(北方新書9)』（ジョン・バチェラー著、村崎恭子 校訂、2008年、北海道出版企画センター）ISBN 978-4-8328-0806-5
- 『樺太アイヌ語例文集』（藤山ハル口述、村崎恭子採録著、丹菊逸治 編、北海道大学アイヌ先住民研究センター、2025年）

## 論文・総説
- 村崎恭子 (2012) 話者の絶えた樺太アイヌ語 : その終焉と再生の可能性. 社会言語科学 14(2), p.3-16. doi:10.19024/jajls.14.2_3

その他J-STAGEやGoogle Scholarを参照のこと。

## 連載
- アイヌ語地名で探る日本列島-『聚美』、2011年10月より連載。